# Chromoblastomykoza
Chromoblastomykoza (chromoblastomycosis) – przewlekła, podskórna grzybica, powstająca wskutek wprowadzenia różnych gatunków grzybów (Fonsecaea pedrosoi, Phialophora verrucosa, Cladosporium carrionii, Fonsecaea compacta), podczas ukłucia przez ciernie lub inne części roślin.
Występuje w regionach tropikalnych i subtropikalnych (pomiędzy 30 równoleżnikami), ale około 10-20% przypadków zostało opisane w innych warunkach klimatycznych, w tym w Rumunii, Finlandii i dawnej Czechosłowacji.
Choroba występuje najczęściej u ludzi pomiędzy 30 a 50 rokiem życia. Charakterystyczną cechą jest też rzadkie występowanie choroby u dzieci, pomimo narażenia na takie same środowiskowe czynniki ryzyka.
Charakteryzuje się wieloletnim przebiegiem, z wytworzeniem brodawkowatych, wrzodziejących lub pokrytych strupem zmian skórnych, które w trakcie wieloletniego przebiegu doprowadzają do powstania okrągłych, grubościennych, ciemnej barwy tworów, zlokalizowanych w zajętych tkankach (tak zwanych miedziaków).
Współczesna medycyna nie zna skutecznego sposobu leczenia tej choroby, próbuje się stosować różne leki przeciwgrzybicze, z których najkorzystniejsze działanie wydaje się wykazywać itrakonazol. Opisuje się też (głównie autorzy japońscy) korzystny wpływ ciepła, stosowanego miejscowo, na zahamowanie rozwoju grzybów.

## Klasyfikacja ICD10
| kod ICD10     | nazwa choroby                            |
| ------------- | ---------------------------------------- |
| ICD-10: B43   | Chromomykoza i ropień feomykotyczny      |
| ICD-10: B43.0 | Chromomikoza skórna                      |
| ICD-10: B43.1 | Podskórny feomykotyczny ropień i torbiel |
| ICD-10: B43.8 | Inne postacie chromomikozy               |
| ICD-10: B43.9 | Chromomikoza, nieokreślona               |